# Distretto di Buena Vista Alta
Il distretto di Buena Vista Alta è un distretto del Perù nella provincia di Casma (regione di Ancash) con 3.937 abitanti al censimento 2007 dei quali 1.021 urbani e 2.916 rurali.
È stato istituito fin dall'indipendenza del Perù.